# SAN, Servicios Aéreos Nacionales
SAN (cuyo nombre oficial era Servicios Aéreos Nacionales del Ecuador) fue una aerolínea ecuatoriana que operó vuelos nacionales entre 1964 y 1999. A inicios de los años noventa se fusionó con la también aerolínea ecuatoriana SAETA.

## Historia
Esta empresa fue creada en enero de 1964 para prestar servicios de aviación comercial dentro Ecuador. Fue fundada por los ecuatorianos Eduardo Sandoval, Teodoro Malo y Teodoro Jerves; dos de ellos, Malo y Sandoval, ex oficiales de la Fuerza Aérea Ecuatoriana, Jerves era empresario. Su base se radicó en Cuenca y comenzaron a operar con un solo Douglas C-47 la ruta Cuenca-Guayaquil-Cuenca. Más tarde empezaron con rutas de pasajeros y carga al Valle del Upano    (Amazonía), Macas, Sucúa y Gualaquiza, todas en la provincia de Morona Santiago. Esta ruta posibilitó el desarrollo de la empresa, que operaba ya tres C-47, y de estas zonas, que hasta 1972 no tenían carreteras.
En 1970 firmó una alianza con Ecuatoriana de Aviación, empresa que contaba en aquel momento con ocho Lockheed L-188 Electra y varios Douglas DC-6, para abrir rutas a Quito. Ese mismo año SAN adquiere dos Vickers Viscount a All Nippon Airways y permitió a la compañía inaugurar la ruta Cuenca-Quito y que las rutas Guayaquil-Quito-Guayaquil fuesen operadas con sus propias aeronaves. En 1975 se adquieren tres aeronaves Sud Aviation Caravelle 6-R a TAP Air Portugal entrando en servicio entre las ciudades de Quito y Guayaquil y una es almacenada en Cuenca para que sirviese como fuente de repuestos para sus hermanas. Cabe señalar que la intención de SAN era operar con los Caravelle desde y hacia Cuenca, pero esto no fue autorizado por las autoridades aeronáuticas de ese tiempo. 
Luego de dos accidentes con víctimas y con dos aviones perdidos en septiembre y diciembre de 1977, SAN se ve severamente disminuida en su equipo de vuelo y para los servicios desde y hacia Cuenca se contaba con un solo avión: un Vickers Viscount 764 (HC-BDL). A mediados de los años setenta, SAN tenía un Vickers Viscount 828 (HC-ATV) que necesitaba una gran puesta a punto para operar. A fines de 1978 despegó con rumbo a Coventry, Reino Unido, en donde el avión fue reparado y reincorporado a la flota en 1980, entrando inmediatamente en servicio. Con esta nave se inauguraron servicios desde Cuenca, pasando por Guayaquil, a Manta y Esmeraldas. Esas rutas no prosperaron
En 1979 se compran dos Caravelle 6-R más, esta vez a Luxair: uno entra en servicio, el otro es usado para repuestos. En este período varios inversionistas cuencanos, que tenían mayoría, decidieron vender sus acciones a un empresario guayaquileño. A fines de 1980 se incorporan dos Boeing 727-100 (HC-BIB y HC-BIC), la empresa mantiene en su flota solo a uno (HC-BIB) y el otro lo vende a TAME.
El resto de los años ochenta pasaron casi desapercibidos. Un Sud Aviation Caravelle volaba la ruta entre Guayaquil-Quito. El Boeing B-727 volaba también Guayaquil-Quito y Cuenca-Quito. La compañía empezó operaciones desde y hacia San Cristóbal, Galápagos. En esas épocas el B-727 hacía 10 vuelos diarios. La compañía incorporó, en 1996 un Boeing 727-200 hasta septiembre de 1997, cuando este avión sufrió un accidente en San Cristóbal, Galápagos. La nave fue declarada irreparable y no volvió a volar. 
A inicios de los años 1990 fue absorbida a la también aerolínea ecuatoriana SAETA, con lo cual fue renombrada SAN-SAETA creciendo sus frecuencias y flota para vuelos nacionales e internacionales. A mediados de los años 1990 sucesos como la inestabilidad política y la devaluación de la moneda, hicieron daño a la compañía, lo que provocó una reducción de los pasajeros, acelerando su caída.  
En 1995 el conglomerado aeronáutico fue adquirido por Líneas Aéreas Paraguayas. Tanto SAN como SAETA tuvieron graves fallas de seguridad, que se tradujeron en la pérdida de varios vuelos. En febrero de 2000 cesó sus operaciones debido a severos problemas financieros.   

## Antiguos destinos
| Destinos                                                                    | Aeropuertos                                     | Notas           |
| --------------------------------------------------------------------------- | ----------------------------------------------- | --------------- |
| Chupianza, Morona Santiago                                                  | Aeropuerto de Chupianza                         | Desde CUE       |
| Cuenca, Azuay                                                               | Aeropuerto Internacional Mariscal La Mar        | HUB             |
| [[Archivo:\|20x20px\|border\|Bandera de Esmeraldas]] Esmeraldas, Esmeraldas | Aeropuerto Coronel Carlos Concha Torres         | Desde GYE       |
| Guayaquil, Guayas                                                           | Aeropuerto Internacional José Joaquín de Olmedo | Desde UIO y CUE |
| Macas, Morona Santiago                                                      | Aeropuerto Edmundo Carvajal                     | Desde CUE       |
| Manta, Manabí                                                               | Aeropuerto Internacional Eloy Alfaro            | Desde GYE       |
| [[Archivo:\|20x20px\|border\|Bandera de Pichincha]] Quito, Pichincha        | Aeropuerto Internacional Mariscal Sucre         | Desde GYE y CUE |
| San Cristóbal, Galápagos                                                    | Aeropuerto de San Cristóbal                     | Desde GYE       |

## Antigua flota
| Aeronave                     | Número | Introducido | Retirado | Matrículas                                     | Notas                                |
| ---------------------------- | ------ | ----------- | -------- | ---------------------------------------------- | ------------------------------------ |
| Boeing 727-100               | 2      | 1981        | 1996     | HC-BIB y HC-BIC                                |                                      |
| Douglas C-47                 | 2      | 1960        | 1979     | HC-SJI y HC-ALD                                |                                      |
| Tupolev Tu-134               | 2      | 1997        | 1998     | EY-65763 y EY-65788                            |                                      |
| Sud Aviation Caravelle       | 5      | 1975        | 1986     | HC-BAJ, HC-BAT, HC-BFN, HC-BFM y HC-BFN (2)    |                                      |
| Vickers Viscount             | 6      | 1970        | 1982     | N7428, HC-BEM, HC-BCL, HC-BDL, HC-ASP y HC-ATV |                                      |
| Airbus A310-300              | 2      | 1992        | 1996     | HC-BRP y HC-BSF                                | Provenientes de SAETA tras la fusión |
| Airbus A320-200              | 4      | 1994        | 1999     | HC-BTV, HC-BUH, HC-BUJ y HC-BUM                | Provenientes de SAETA tras la fusión |
| Britten-Norman BN-2 Islander | 1      | 1993        | 1999     | ??                                             | Provenientes de SAETA tras la fusión |
| Boeing 707                   | 1      | 1985        | 1993     | HC-BLY                                         | Provenientes de SAETA tras la fusión |
| Boeing 727-200               | 1      | 1996        | 1997     | HC-BVU                                         | Provenientes de SAETA tras la fusión |
| Boeing 737-200               | 1      | 1996        | 1997     | HC-BTI                                         | Provenientes de SAETA tras la fusión |
| Boeing 737-300               | 2      | 1994        | 2000     | N250GE y N375TA                                | Provenientes de SAETA tras la fusión |
| Learjet 35A                  | 1      | 1983        | 1999     | ??                                             | Provenientes de SAETA tras la fusión |

## Accidentes e incidentes[2]
- En los años 70, un Vickers Viscount (HC-ASP) cuya puerta delantera se abrió en vuelo, golpeó el fuselaje y lo averió. Luego del hecho, la aerolínea decidió vender el avión, el cual fue reparado y puesto en uso en Colombia. Sin víctimas.
- Esa misma década un Vickers Viscount sufrió un accidente al despegar de Cuenca, al desprendérsele uno de los trenes de aterrizaje y efectuando una espectacular maniobra al tomar tierra en Guayaquil. Sin víctimas.
- El 4 de septiembre de 1977, un Vickers Viscount serie 764D (HC-BCL), incorporado a la aerolínea en 1976. Sufrió un accidente en la aproximación al Aeropuerto Mariscal Lamar de Cuenca, en la Loma de Zhadán. Fallecen los 33 ocupantes. El accidente causó honda polémica por cuanto se habló insistentemente que los pilotos al mando no se encontraban en condiciones físicas para hacer la operación, pues la noche previa habían tenido una fiesta.
- El 29 de diciembre de 1977 otro Vickers Viscount (HC-BEM), se accidentó al norte de Cuenca, en la cumbre del cerro Cochahuayco, en el sector de Molobog, provincia de Cañar, en maniobra de descenso. Los 24 ocupantes a bordo fallecen. Se presume que las condiciones meteorológicas fueron un factor determinante para que se produjese la tragedia.
- El 8 de octubre de 1982 el Vickers Viscount serie 828 (HC-ATV), al aterrizar en el Aeropuerto Mariscal Lamar de Cuenca efectuó una maniobra conocida como carrusel. Los daños fueron severos y la nave no se reparó. Se afirma que el incidente se debió a que el comandante no maniobró de forma adecuada.
- El 29 de abril de 1983 se produce un accidente con un Caravelle (HC-BAT). Fallecen 8 personas a bordo, la gran mayoría de los pasajeros y tripulantes sobrevive. El accidente se produjo cuando, casi inmediatamente del despegue, uno de los motores falló. El capitán decidió regresar al aeropuerto y en la maniobra de viraje el segundo motor lentamente empezó a perder fuerza. El avión llegó hasta la cabecera sur del aeropuerto de Guayaquil en donde cayó en un terreno lodoso partiéndose en tres.
- En septiembre de 1997 un Boeing 727-200 (HC-BVU) aterrizó sin el tren de aterrizaje en el Aeropuerto de San Cristóbal, Galápagos. La nave fue declarada irreparable y no volvió a volar.